# Nostalgie (Wallonie)
Pour les articles homonymes, voir Nostalgie.
 (juillet 2024).
 (février 2018).
Si vous disposez d'ouvrages ou d'articles de référence ou si vous connaissez des sites web de qualité traitant du thème abordé ici, merci de compléter l'article en donnant les références utiles à sa vérifiabilité et en les liant à la section « Notes et références ».
Nostalgie est une station de radio privée en Belgique, créée à Namur par les éditions de l'Avenir en 1988. Elle fait partie du groupe média NGroup (Nostalgie, NRJ, Chérie, Nostalgie+ et NRJ+) en Belgique et de NRJ Group en France.

## Historique

### 1987-1989: Arrivée de Nostalgie en Belgique
La première diffusion de Nostalgie a lieu à Bruxelles en 1987 sur l'antenne de Radio Microclimat. Cependant, l'apparition de Nostalgie en Belgique date du 8 mai 1989, au moment où la société française Pro Public rachète des fréquences à SIS dont la faillite a été prononcée en 1988. Le gérant français, qui diffusait déjà Nostalgie à Lille, décide alors de déployer le programme en Belgique. Un an plus tard, en 1989, Pro Public se désengage et les quatre stations Nostalgie sont rachetées par le groupe NRJ.

### 1993: Retour de Nostalgie à Bruxelles
Le 5 février 1993, Nostalgie fait un retour à Bruxelles sur l'antenne de Top FM, dont la fréquence est 100,0 MHz.

### 2005-2007: Période de développement
En janvier 2005, Nostalgie nomme un nouveau rédacteur, Benoît Dumont, pour remplacer Pascal Alexandre, qui est parti travailler comme chef des sports au sein de la rédaction de L’Avenir. Les 11 et 12 juin 2005, Nostalgie propose un programme ayant trait aux mille chansons des années 1980. À l'été 2005, Nostalgie lance les podcasts sur son site, devenant la première radio en Belgique à mettre ce système en place.
À la rentrée 2006, Nostalgie se dote d’un nouveau logo.
Le 27 septembre 2007, Nostalgie lance une nouvelle webradio intitulée Nostalgie Made in Belgium avec une programmation 100% belge diffusée 24h/24 et 7j/7. En octobre 2007, Nostalgie lance deux nouvelles webradios : Nostalgie SoulParty et Nostalgie Légendes françaises.

### 2008: Optimisation de la couverture radiophonique
Depuis janvier 2008, Nostalgie propose des décrochages sur les fréquences de Tournai et de Mouscron, lesquels permettent de proposer aux auditeurs un agenda culturel. Le 30 avril 2008, Nostalgie organise pour ses 20 ans une SoulParty inoubliable avec les Gibson Brothers Show suivie d’une soirée soul au Mirano Continental et au Claridge, hauts-lieux de la vie festive bruxelloise. En juin 2008, Nostalgie obtient le réseau communautaire C3, selon les possibilités offertes par le plan fréquence de 2008. Grâce à ce réseau, Nostalgie peut mieux couvrir la Wallonie.

### 2009 - 2015: Structuration de l'offre radiophonique
En août 2009, les stations de radio NRJ Belgique et Nostalgie réunissent leurs studios pour travailler ensemble en améliorant ainsi la collaboration entre les deux radios par le biais d'une structure qui doit permettre une assise financière consolidée. En outre, ce schéma vise à renforcer les équipes, afin de poursuivre le développement et la croissance de leurs activités en Belgique. Cependant, les deux antennes restent indépendantes, y compris les directions et les rédactions.
En février 2015, la marque Chérie FM rejoint le groupe et en devient la 3e marque radio.

### 2018: Leadership de Nostalgie en Belgique francophone
En août 2018, Nostalgie devient la première radio en Belgique francophone dans les audiences CIM avec 14,9% de PDM, devant VivaCité et Radio Contact. C'est la première fois que Nostalgie prend la première place sur le podium, une place qu'elle conserve depuis lors. 

## Identité de la station

### Logos

Logo de Nostalgie de 1990 à 1993.
Logo Nostalgie de 1998 à 2006.
Logo Nostalgie de 2006 à avril 2009.
Logo Nostalgie d'avril 2009 à 2014.
Logo de Nostalgie de 2014 à 2018.
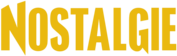
Logo de Nostalgie depuis 2018.

### Slogans
- Ancien slogan : « La légende »
- Slogan actuel : « Une furieuse envie de chanter »[2]

### Voix off
- François Berland se présente comme voix d'antenne de la radio Nostalgie Belgique[3]
- Catherine Conet est la deuxième voix d'antenne de la radio Nostalgie Belgique

## Équipe actuelle

### Direction
La direction de Nostalgie Belgique est composée de Kim Beyns (directeur général / CEO), Jean-François Pottier (directeur des programmes), Ann Crabeels (directrice financière), Solenn Bouw (directrice digitale), Géraldine Deleuse (directrice RSE) et Thierry Libert (directeur technique).

### Animateurs
Deux matinales composent la grille : en semaine, la Nosta Family (Olivier Duroy et Isabelle Verjans), et, le week-end, le 6-9 (Philippe et sa fille Eloïse).
En après-midi, du lundi au vendredi, Frédéric Maltesse de 13h à 16h avec son rendez-vous « Made in Belgium », suivi de 16h à 19h par Ann-Laurence Dehont et Julien Sturbois, animent les fins de journée[réf. nécessaire].
Le reste de l’équipe est à la tête de tranches principalement musicales (Jean-Marie De Bol, Frédéric Maltesse, Sara Rodriguez, Sébastien Bay, Bruno Fernandez, Stéphane Shaw, Philippe D'Hollander, Laurent Maréchal, Adrian Wickens, Charles Schilligns et DJ Lilo).
Il existe des émissions thématiques comme Nostalgie+, axée sur les années 1960 et 70, et le 120 minutes, deux heures consacrées aux morceaux sortis durant une année précise. Ces deux émissions sont présentées par Patrick Choteau.

### Journalistes
En plus des flashs le matin du lundi au dimanche, des séquences sont diffusées du lundi au vendredi avec les flashs :
- C'est quoi le programme sur vos écrans ? (Stéphanie Dubois)
- C'est quoi le programme, au cinéma ? (Anthony Keppenne)
- Le Journal de la Musique (Olivier Labreuil)
- Le Portrait (Ann-Laurence Dehont) revient sur la biographie d’une personnalité ayant fait l’actualité du jour ou de la veille
- La Story (Brice Depasse[6]) est également une chronique biographique, mais axée sur la musique populaire et le cinéma
- Y a de l’idée (Leslie Rijmenams) est une séquence sur le thème des initiatives citoyennes et le vivre-ensemble

## Programmation

### Modifications sur la grille des programmes
- À la rentrée 2008, Anne-Laure Macq arrive sur Nostalgie pour animer Le Grand Morning. Elle vient de NRJ, ayant animé Le 6/9 jusqu'au 3 janvier 2013 (date de sa dernière émission). Elle quitte Nostalgie pour se consacrer pleinement à l’émission On n'est pas des pigeons, diffusée sur La Une.
- Fin juin 2009, Nostalgie met fin au contrat de Caroline Martin, qui présentait la tranche 5h-6h en semaine ainsi que la météo et des rubriques dans Le Grand Morning.
- Venue de Bel RTL, Ingrid Franssen accompagne Bruno Fernandez dans La Nosta Family de 6h à 9h à partir du 28 août 2017.
- Animatrice sur Nostalgie depuis 2010, Anne Marchand quitte la radio en 2018. Elle y animait Le Nosta Club depuis septembre 2016[7].
- En mars 2018, Philippe Cantamessa quitte la radio[7].
- En septembre 2022, Olivier Duroy quitte NRJ et arrive aux manettes du Nosta Club (de 20h à minuit).
- En septembre 2023, Olivier Duroy et Isabelle Verjans reforment leur duo pour la matinale de Nostalgie. Ils ont animé Le Réveil Duroy sur NRJ, pendant près de 7 ans.

### Événementiel
- Le 20 mai 2009, Nostalgie organise pour la première fois sa grande nuit de la soul dans les villes de Bruxelles et de Liège, respectivement au Mirano, Claridge, et Millenium. Toutes les stars de la musique soul sont présentes.
- En 2010, Nostalgie lance sa grande opération de solidarité au profit de l'enfance défavorisée, en collaboration avec l'ASBL Arc-en-Ciel : Le Nostalgie Magic Tour.
- Du 30 novembre au 6 décembre 2017, la 8e édition du Nostalgie Magic Tour s'est donné le but d'offrir des jouets à des milliers d'enfants[8].
- Du 3 au 8 décembre 2018, Nostalgie Wallonie s'est mobilisé en récoltant des jouets pour les enfants déshérités dans six provinces de Belgique[9].
- Le 31 janvier 2019, au niveau des galeries Louise au Bloody Louis à Bruxelles, Nostalgie Belgique présente la cérémonie parodique des Mouches d'Or, en y égratignant tous ceux et toutes celles qui ont fait l’actualité en télévision, en radio, dans la presse ou sur le web, au cours de l’année 2018[10].
- Le 30 novembre 2019, Nostalgie Belgique célèbre ses 30 ans et crée l'événement en remettant la new beat au goût du jour avec Plastic Bertrand[11].

## Audience
- Pour la période août-décembre 2014, Nostalgie prend la troisième position des radios francophones, atteignant 13,87% de parts de marché[12]

- Pour la période avril-juin 2016, Nostalgie prend la quatrième place des radios francophones, atteignant 12,7% de parts de marché[13]

- Pour la période mars-juin 2018, Nostalgie devient la première radio francophone de Belgique, atteignant 14,9%% de parts de marché[14]

- Pour la période septembre-décembre 2018, Nostalgie est la première radio francophone de Belgique, atteignant 15,19% de parts de marché[15]

- Pour la période janvier-avril 2019, Nostalgie est la première radio francophone de Belgique, atteignant 16,31% de parts de marché[16]

- Pour la période septembre 2020-janvier 2021, Nostalgie est la première radio francophone de Belgique, atteignant 14,09 % de parts de marché[17]

- Pour la période janvier-décembre 2022, Nostalgie signe une 5e année en tant que première radio francophone de Belgique, atteignant 15.1% de PDM